# سكاربورو، تورنتو

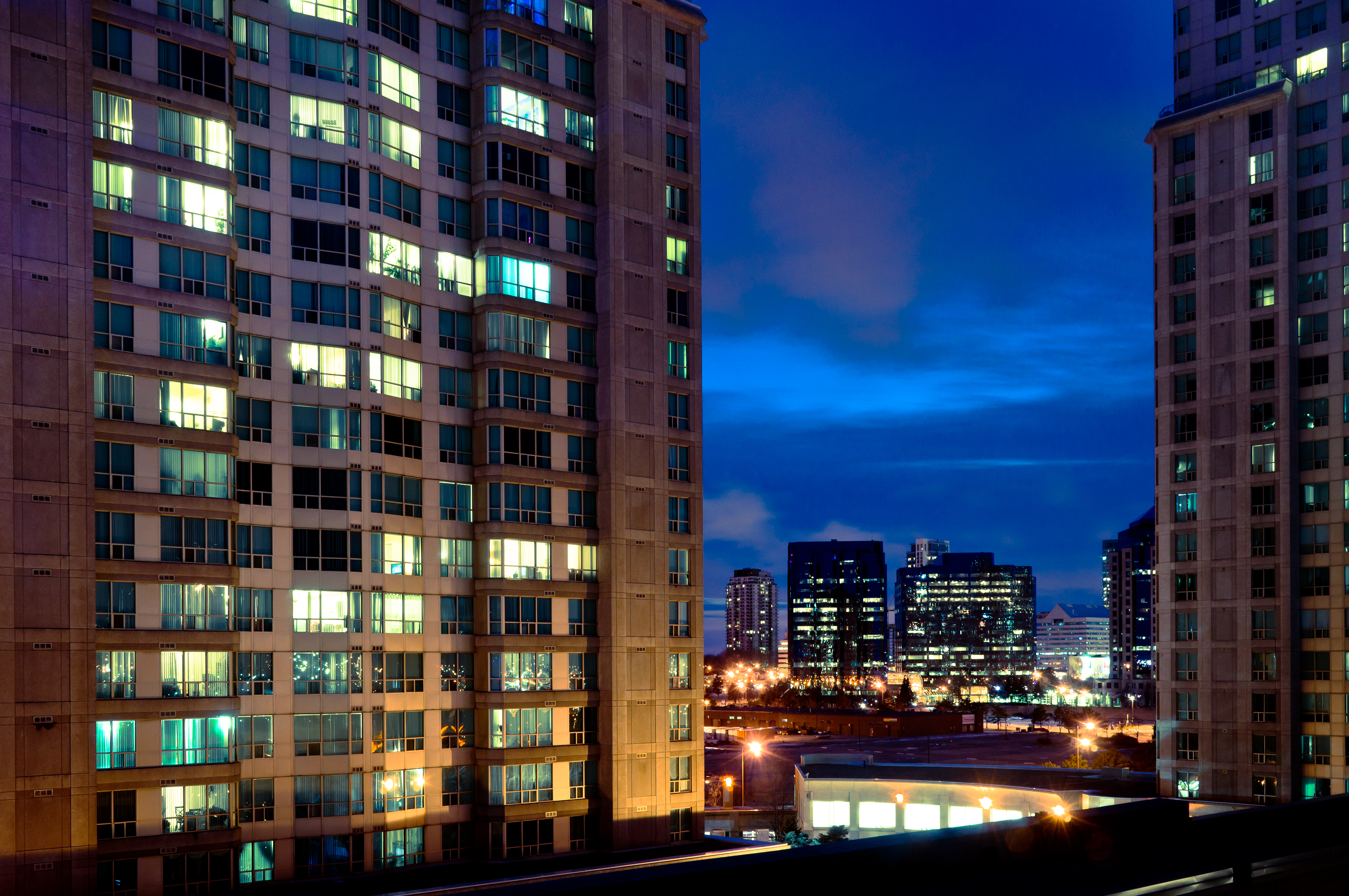
تم بناء عدد من المباني السكنية الشاهقة حول مركز مدينة سكاربورو منذ أواخر القرن العشرين وحتى أوائل القرن الحادي والعشرين.

 سكاربورو (/ˈskɑːrbʌroʊ/) أو سكاربرو أو سكاربره أو سكابرة هو تقسيم إداري في تورونتو، أونتاريو، كندا. تقع على قمة منحدرات سكاربورو (The Scarborough Bluffs)، وتحتل الجزء الشرقي من المدينة. تقع سكاربورو داخل حدود جادة بارك فكتوريا (Victoria Park Avenue) من الغرب وجادة ستيلز (Steeles Avenue) من الشمال والنهر الأحمر أو نهر روج (Rouge) ومدينة بكرينغ (Pickering) من الشرق وبحيرة أونتاريو من الجنوب. يحدها تورنتو القديمة وشرق يورك وشمال يورك من الغرب ومدينة ماركهام في الشمال. سميت سكاربورو باسم مدينة سكاربرة الإنجليزية، شمال يوركشر. بلغ التعداد السكاني 625,698 في عام 2011.

## شعار النبالة
اعتمد شعار النبالة في سكاربورو عندما أصبحت البلدة مدينة في 29 يونيو 1983. تم إصدار منحة للسلاح من قبل هيئة الإنساب الكندية في 1 فبراير 1996.

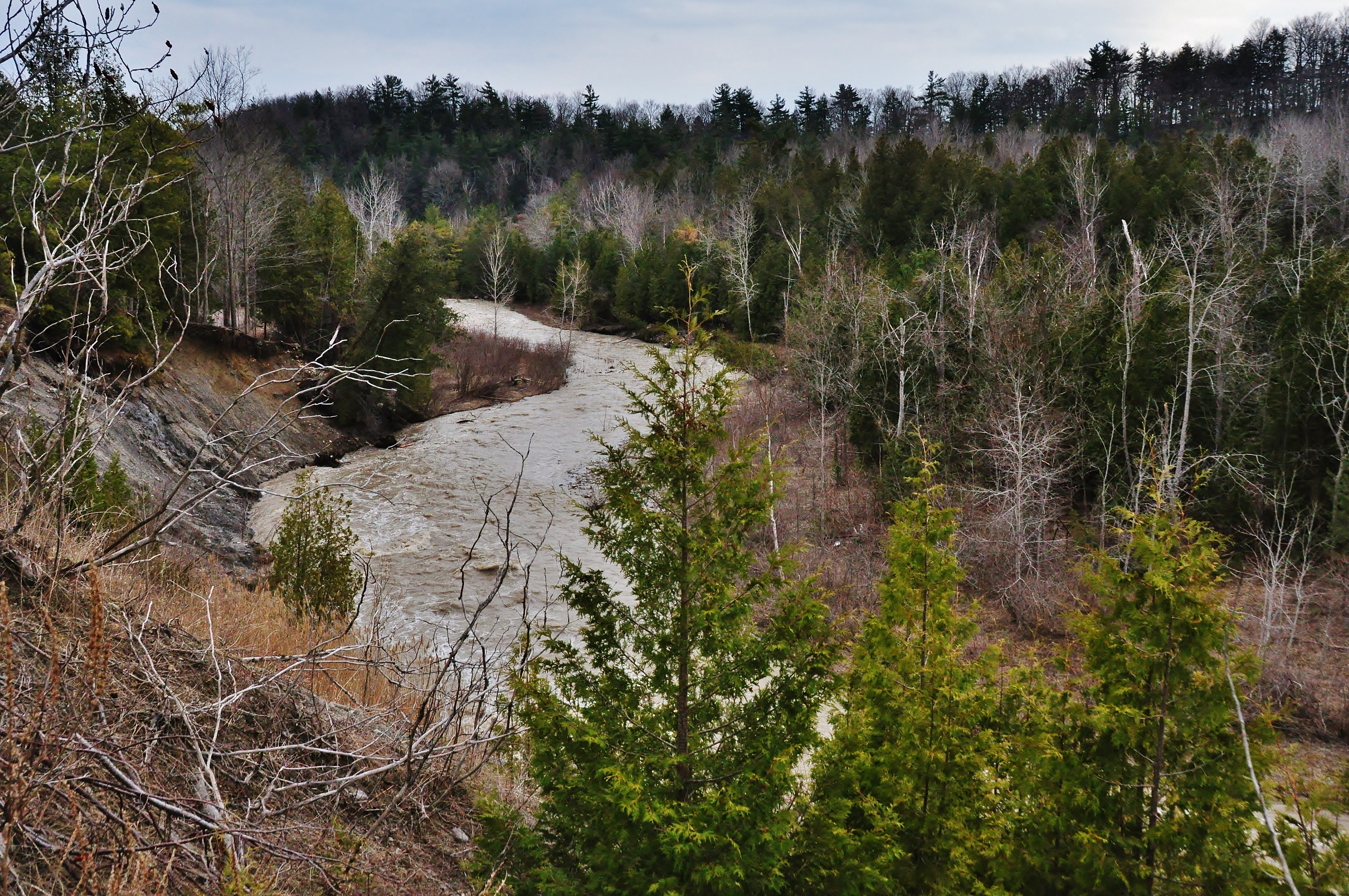
الشرم الأحمر الصغير Little Rouge Creek في حديقة الأحمر الوطنية الحضرية Rouge National Urban Park. الشرم هو أحد مستجمعات المياه التي تمر عبر سكاربورو.

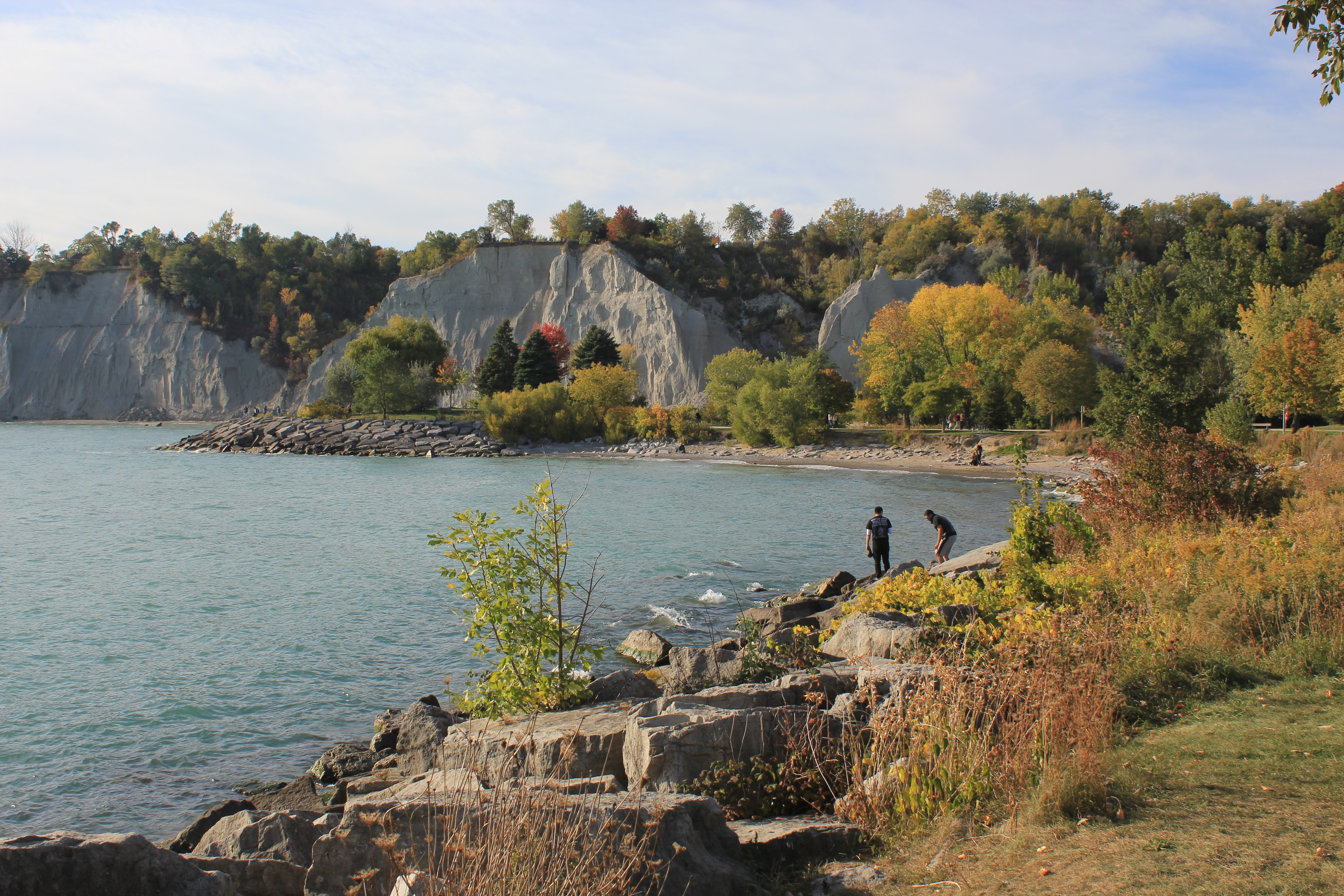
منحدرات سكاربورو The Scarborough Bluffs عبارة عن جرف يقع على طول الواجهة المائية لـ Scarborough.

## التركيبة السكانية

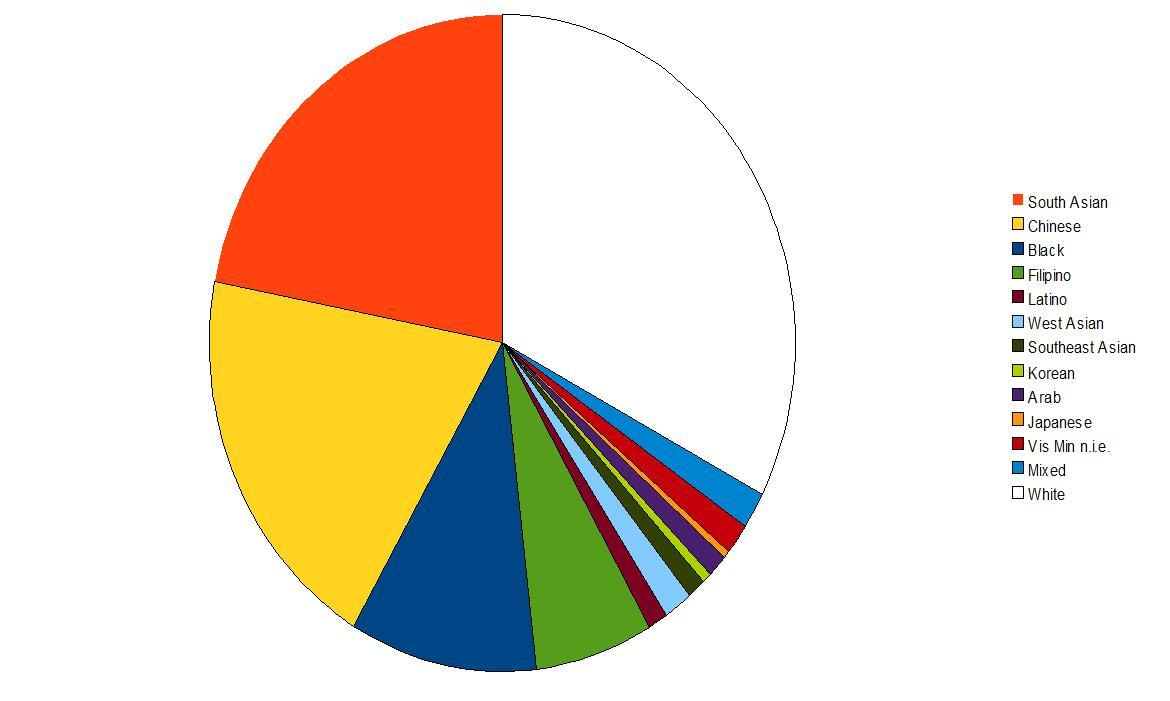
نسبة الأقليات من تعداد 2006.

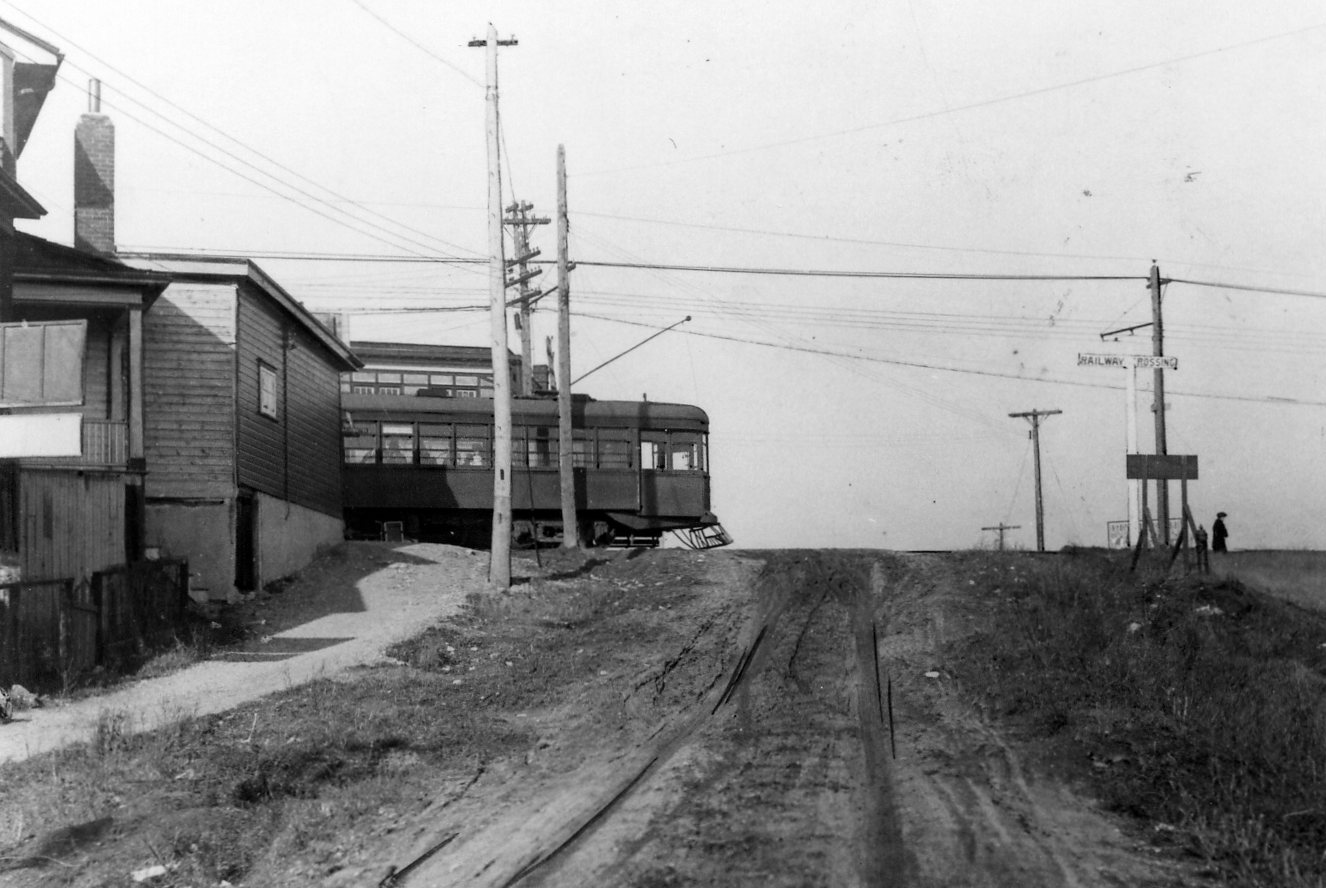
ترام على طريق كينغستون، باتجاه الجنوب على طريق بيرشماونت. تم إنشاء خط النقل الأول في سكاربورو عام 1893.

| الديانات في سكاربورو       | الديانات في سكاربورو | الديانات في سكاربورو | الديانات في سكاربورو | الديانات في سكاربورو |
| -------------------------- | -------------------- | -------------------- | -------------------- | -------------------- |
| Religion                   | Religion             |                      | Percent              | Percent              |
| المسيحية                   | المسيحية             |                      | 49.1%                | 49.1%                |
| الهندوسية                  | الهندوسية            |                      | 13.1%                | 13.1%                |
| الإسلام                    | الإسلام              |                      | 10.5%                | 10.5%                |
| أديان أخرى                 | أديان أخرى           |                      | 27.3%                | 27.3%                |
| توزيع الأديان (إحصاء 2011) |                      |                      |                      |                      |

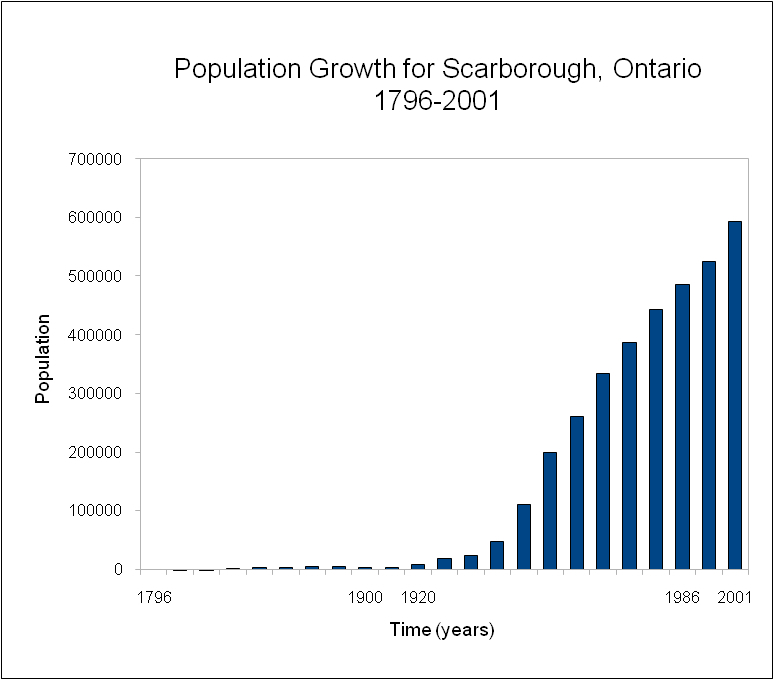
النمو السكاني لسكاربورو ، 1796-2001.

اعتبارًا من تعداد عام 2016، الآسيويون (المهاجرون من قارة آسيا وذريتهم من أصل كندي) يشكلون غالبية السكان بنسبة 55.6٪.
| المجموعات العرقية في سكاربورو (2016) Source: | المجموعات العرقية في سكاربورو (2016) Source: | تعداد السكان | ٪     |
| -------------------------------------------- | -------------------------------------------- | ------------ | ----- |
| مجموعة عرقية                                 | أوروبي                                       | 167,215      | 26.8% |
| مجموعة عرقية                                 | جنوب اسيا                                    | 158,275      | 25.4% |
| مجموعة عرقية                                 | صينى                                         | 118,255      | 19%   |
| مجموعة عرقية                                 | أسود                                         | 672,50       | 10.8% |
| مجموعة عرقية                                 | فلبيني                                       | 522,75       | 8.4%  |
| مجموعة عرقية                                 | غرب آسيا                                     | 101,35       | 1.6%  |
| مجموعة عرقية                                 | عربي                                         | 829,5        | 1.3%  |
| مجموعة عرقية                                 | أمريكي لاتيني                                | 804,5        | 1.3%  |
| مجموعة عرقية                                 | أصلي                                         | 706,5        | 1.1%  |
| مجموعة عرقية                                 | جنوب شرق آسيا                                | 479,5        | 0.8%  |
| مجموعة عرقية                                 | كوري                                         | 230,0        | 0.4%  |
| مجموعة عرقية                                 | ياباني                                       | 203,0        | 0.3%  |
| مجموعة عرقية                                 | أقليات متعددة                                | 136,75       | 2.2%  |
| مجموعة عرقية                                 | أقلية واضحة، لا يوجد                         | 124,25       | 2%    |
| مجموع السكان                                 | مجموع السكان                                 | 632,098      | 100%  |

## المناخ
مناخ سكاربورو معتدل بالنسبة لكندا بسبب موقعها الجنوبي داخل البلاد وقربها من بحيرة أونتاريو. لديها مناخ قاري رطب (تصنيف مناخ كوبن Dfa / Dfb)، مع صيف دافئ ورطب وشتاء بارد بشكل عام. متوسط درجة الحرارة وهطول الأمطار يميل إلى أن يكون أقل قليلا من وسط المدينة الأساسية أو جنوب Etobicoke على سبيل المثال، ويرجع ذلك جزئيا إلى أن محطة الطقس أبعد من تأثير معتدل من البحيرة وأيضا بسبب موقعها الشمال شرقي. تختلف الظروف على أساس القرب من البحيرة، مع كون الضباب أكثر شيوعًا في الجنوب وكون المناطق القريبة من البحيرة أكثر برودة بشكل ملحوظ في أيام الصيف الحارة.

## الجرائم
الاتجاهات على المدى الطويل تظهر أن سكاربورو أقل عرضة لجرائم العنف من بقية تورونتو. بين عامي 1997 و2006، بلغت نسبة جرائم العنف المرتكبة في سكاربورو 20.4٪ في المتوسط على الرغم من أنها تشكل23.6٪ في المتوسط من إجمالي سكان المدينة خلال تلك الفترة. لم تُظهر معدلات القتل لسكاربورو وتورونتو أي اتجاه معين. بين عامي 1997 و2006، تراوحت نسبة جرائم القتل في سكاربورو مقارنة ببقية تورونتو بين منخفضة 8.8٪ إلى مرتفعة 32.2٪. وفقا رئيس شرطة تورونتو السابق بيل بلير، «[القسم 42 هو] التقسيم أكثر أمانا في المدينة»، هذا القسم يشمل شمال سكاربورو. الجزء الأكثر أماناً من تورونتو هو شمال سكاربورو من جادة فيكتوريا بارك إلى حدود بيكرينغ، شمال الطريق السريع 401.
| البيانات المناخية لـسكاربورو (مالفرن) 1981−2010 | البيانات المناخية لـسكاربورو (مالفرن) 1981−2010 | البيانات المناخية لـسكاربورو (مالفرن) 1981−2010 | البيانات المناخية لـسكاربورو (مالفرن) 1981−2010 | البيانات المناخية لـسكاربورو (مالفرن) 1981−2010 | البيانات المناخية لـسكاربورو (مالفرن) 1981−2010 | البيانات المناخية لـسكاربورو (مالفرن) 1981−2010 | البيانات المناخية لـسكاربورو (مالفرن) 1981−2010 | البيانات المناخية لـسكاربورو (مالفرن) 1981−2010 | البيانات المناخية لـسكاربورو (مالفرن) 1981−2010 | البيانات المناخية لـسكاربورو (مالفرن) 1981−2010 | البيانات المناخية لـسكاربورو (مالفرن) 1981−2010 | البيانات المناخية لـسكاربورو (مالفرن) 1981−2010 | البيانات المناخية لـسكاربورو (مالفرن) 1981−2010 |
| الشهر                                           | يناير                                           | فبراير                                          | مارس                                            | أبريل                                           | مايو                                            | يونيو                                           | يوليو                                           | أغسطس                                           | سبتمبر                                          | أكتوبر                                          | نوفمبر                                          | ديسمبر                                          | المعدل السنوي                                   |
| ----------------------------------------------- | ----------------------------------------------- | ----------------------------------------------- | ----------------------------------------------- | ----------------------------------------------- | ----------------------------------------------- | ----------------------------------------------- | ----------------------------------------------- | ----------------------------------------------- | ----------------------------------------------- | ----------------------------------------------- | ----------------------------------------------- | ----------------------------------------------- | ----------------------------------------------- |
| الدرجة القصوى °م (°ف)                           | 13.0 (55.4)                                     | 14.4 (57.9)                                     | 23.5 (74.3)                                     | 31.5 (88.7)                                     | 32.5 (90.5)                                     | 35.5 (95.9)                                     | 37.5 (99.5)                                     | 35.5 (95.9)                                     | 34.5 (94.1)                                     | 25.5 (77.9)                                     | 22.8 (73.0)                                     | 19.5 (67.1)                                     | 37.5 (99.5)                                     |
| متوسط درجة الحرارة الكبرى °م (°ف)               | −2 (28)                                         | −0.9 (30.4)                                     | 3.8 (38.8)                                      | 11.3 (52.3)                                     | 18.5 (65.3)                                     | 23.3 (73.9)                                     | 26.6 (79.9)                                     | 25.2 (77.4)                                     | 20.3 (68.5)                                     | 13.4 (56.1)                                     | 6.7 (44.1)                                      | 0.7 (33.3)                                      | 12.2 (54.0)                                     |
| المتوسط اليومي °م (°ف)                          | −5.5 (22.1)                                     | −4.4 (24.1)                                     | −0.3 (31.5)                                     | 7.0 (44.6)                                      | 13.4 (56.1)                                     | 18.2 (64.8)                                     | 21.6 (70.9)                                     | 20.4 (68.7)                                     | 15.9 (60.6)                                     | 9.3 (48.7)                                      | 3.4 (38.1)                                      | −2.4 (27.7)                                     | 8.1 (46.6)                                      |
| متوسط درجة الحرارة الصغرى °م (°ف)               | −9 (16)                                         | −7.9 (17.8)                                     | −4.3 (24.3)                                     | 2.5 (36.5)                                      | 8.3 (46.9)                                      | 13.0 (55.4)                                     | 16.6 (61.9)                                     | 15.7 (60.3)                                     | 11.5 (52.7)                                     | 5.2 (41.4)                                      | 0.2 (32.4)                                      | −5.5 (22.1)                                     | 3.9 (39.0)                                      |
| أدنى درجة حرارة °م (°ف)                         | −31.5 (−24.7)                                   | −27.5 (−17.5)                                   | −21.5 (−6.7)                                    | −11.5 (11.3)                                    | −2.5 (27.5)                                     | 3.0 (37.4)                                      | 8.5 (47.3)                                      | 5.0 (41.0)                                      | −1 (30)                                         | −5.6 (21.9)                                     | −14 (7)                                         | −29 (−20)                                       | −31.5 (−24.7)                                   |
| الهطول مم (إنش)                                 | 51.8 (2.04)                                     | 56.1 (2.21)                                     | 57.8 (2.28)                                     | 72.9 (2.87)                                     | 78.4 (3.09)                                     | 67.2 (2.65)                                     | 71.8 (2.83)                                     | 91.6 (3.61)                                     | 95.6 (3.76)                                     | 78.1 (3.07)                                     | 95.1 (3.74)                                     | 75.7 (2.98)                                     | 892.0 (35.12)                                   |
| معدل هطول الأمطار مم (إنش)                      | 21.1 (0.83)                                     | 26.6 (1.05)                                     | 43.3 (1.70)                                     | 70.0 (2.76)                                     | 78.4 (3.09)                                     | 67.2 (2.65)                                     | 71.8 (2.83)                                     | 91.6 (3.61)                                     | 95.6 (3.76)                                     | 77.7 (3.06)                                     | 87.4 (3.44)                                     | 42.0 (1.65)                                     | 772.6 (30.42)                                   |
| متوسط تساقط الثلوج سم (إنش)                     | 30.7 (12.1)                                     | 29.5 (11.6)                                     | 14.5 (5.7)                                      | 3.0 (1.2)                                       | 0.0 (0.0)                                       | 0.0 (0.0)                                       | 0.0 (0.0)                                       | 0.0 (0.0)                                       | 0.0 (0.0)                                       | 0.38 (0.15)                                     | 7.7 (3.0)                                       | 33.7 (13.3)                                     | 119.4 (47.0)                                    |
| متوسط أيام هطول الأمطار (≥ 0.2 mm)              | 13.9                                            | 11.3                                            | 12.4                                            | 14.0                                            | 13.1                                            | 11.3                                            | 10.6                                            | 10.1                                            | 11.8                                            | 13.8                                            | 13.9                                            | 13.9                                            | 150.0                                           |
| متوسط الأيام الممطرة (≥ 0.2 mm)                 | 4.9                                             | 4.1                                             | 8.5                                             | 12.5                                            | 13.1                                            | 11.3                                            | 10.6                                            | 10.1                                            | 11.8                                            | 13.8                                            | 12.6                                            | 7.4                                             | 120.6                                           |
| متوسط الأيام المثلجة (≥ 0.2 cm)                 | 9.9                                             | 8.5                                             | 5.6                                             | 2.2                                             | 0.0                                             | 0.0                                             | 0.0                                             | 0.0                                             | 0.0                                             | 0.33                                            | 2.5                                             | 9.2                                             | 38.2                                            |
| المصدر: Environment Canada                      |                                                 |                                                 |                                                 |                                                 |                                                 |                                                 |                                                 |                                                 |                                                 |                                                 |                                                 |                                                 |                                                 |

## روابط خارجية
- جمعية سكاربورو التاريخية وأرشيفات سكاربورو
- قسم سكاربورو من أرشيف تورونتو
- ممشى مشاهير سكاربورو